# Intento de golpe de Estado en Cuba de 1956
El intento de golpe de Estado en Cuba de 1956 o Conspiración de los Puros fue una conspiración militar de más de 120 oficiales de las Fuerzas Armadas de Cuba en 1956, que eran la quinta parte de los oficiales profesionales, para derrocar al dictador Fulgencio Batista, y restablecer la democracia en el país, convocando a elecciones presidenciales. La conspiración estuvo dirigida por el coronel Ramón Barquín, y el golpe de Estado se programó para el 4 de abril de 1956, pero fracasó.

## Antecedentes
Ramón Barquín regresó a Cuba en 1956 desde su misión diplomática en EE. UU., por orden del presidente Fulgencio Batista para llevar a cabo una evaluación de las capacidades militares de la República Dominicana para atacar a Cuba. En ese momento, tanto Batista como el presidente dominicano Rafael Trujillo enfrentaban una crisis política bilateral. Batista reprimía con mayor severidad a los disidentes políticos, lo que lo había convertido en un gobernante altamente impopular entre el pueblo cubano.
Además, dentro del mismo ejército cubano existían oficiales que no estaban de acuerdo con el régimen y la política arbitraria de ascensos militares, y que denunciaban los crímenes, robos, corrupción y las injusticias que existían dentro de las Fuerzas Armadas, cuestiones que eran motivo de muchas críticas, principalmente entre los oficiales del Ejército y la Marina. Fueron estos grupos los que comenzaron a conspirar en contra del gobierno, principalmente en el Campamento Militar de Columbia, la fortaleza de La Cabaña y las escuelas militares donde radicaban las principales y mayores unidades del Ejército. Entre ellos se encontraban los tenientes José Ramón Fernández Álvarez, Ángel Sánchez Mosquera (futuro teniente coronel), capitanes Gabino Rodríguez, Hugo Vázquez, Erasmo Despaigne, Travieso, comandantes José Orihuela Torra, Enrique Borbonet Gómez, Enrique Ríos Morejón (delató la conspiración), teniente coronel Manuel Varela Castro, y el coronel Barquín, entre otros.

## El 4 de abril
La conspiración militar del 4 de abril de 1956 denunció la situación existente de las instituciones militares cubanas, ya que el Ejército permanecía con un armamento sumamente anticuado, pues la mayoría de los ejércitos del mundo no empleaban los fusiles modelos 1903, a diferencia de los soldados cubanos, quienes además tampoco disponían de piezas de repuesto para este modelo.
Batista esperó el apoyo incondicional de Barquín, pero por el contrario, el coronel Barquín trabajó rápidamente para tratar de derrocar a Batista tras su regreso a Cuba. En abril de 1956, Barquín puso en marcha lo que se conoció como "la conspiración de los puros" para derrocar a Batista, que había asumido como presidente electo el 24 de febrero de 1955. Barquín con el apoyo de unos 120 oficiales del ejército cubano, iba a dar un golpe de Estado el 4 de abril de 1956. Debido a la traición del comandante Ríos Morejón, los días 2 y 3 de abril fuerzas leales al gobierno apresaron a una parte de los complotados. El golpe de Estado fue descubierto y los líderes de la revuelta, incluyendo Barquín, Varela Castro, Borbonet, y otros, fueron arrestados y enjuiciados. Barquín fue condenado a 8 años de prisión en el Presidio Modelo de la Isla de Pinos por su participación, la máxima condena entre los juzgados. Fueron enjuiciados por un Consejo de Guerra 13 oficiales, incluido Ríos Morejón, que fue indultado. La mayoría de los oficiales de la conspiración no fueron descubiertos, y permanecieron en el ejército batistiano.